# Musée vivant de Bujumbura
Le musée vivant de Bujumbura est un zoo et un musée au Burundi. Le musée est situé à Bujumbura, la plus grande ville du pays et ancienne capitale jusqu'en 2018 ; c'est l'un des deux musées publics du pays. 

## Description
Le musée a été fondé le 18 juin 1977 et occupe une surface de 3 ha au voisinage de la rue du 13 octobre au centre-ville de Bujumbura.
Il est dédié à la faune et à l' art du Burundi.
En décembre 2016, la collection du zoo comprenait six crocodiles, un singe, un léopard, deux chimpanzés, trois pintades, une tortue, une antilope et un certain nombre de serpents et de poissons dans un aquarium. Un certain nombre d'artisans burundais ont également des ateliers dans les locaux du musée.  Plusieurs types d'arbres différents se dressent dans le parc, à côté d'une reconstruction d'une maison traditionnelle burundaise (rugo ). 
Le nombre de visiteurs du musée a fortement chuté à la suite des troubles et manifestation burundais de 2015, occasionnant une baisse plus large du nombre de touristes dans le pays.

## Galerie de photos

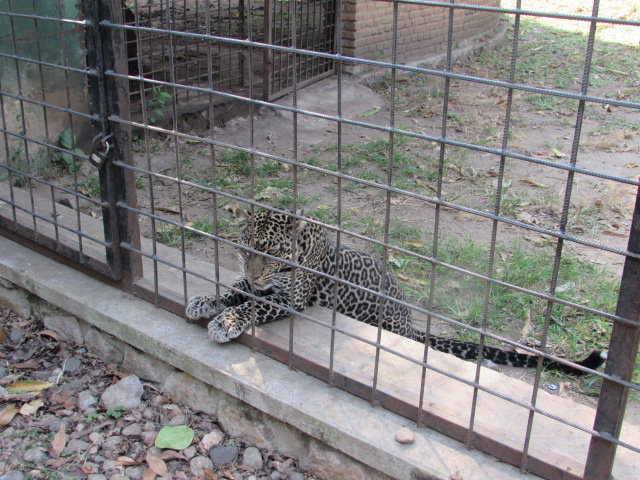
Jaggo, l'unique léopard au zoo du Musée Vivant.
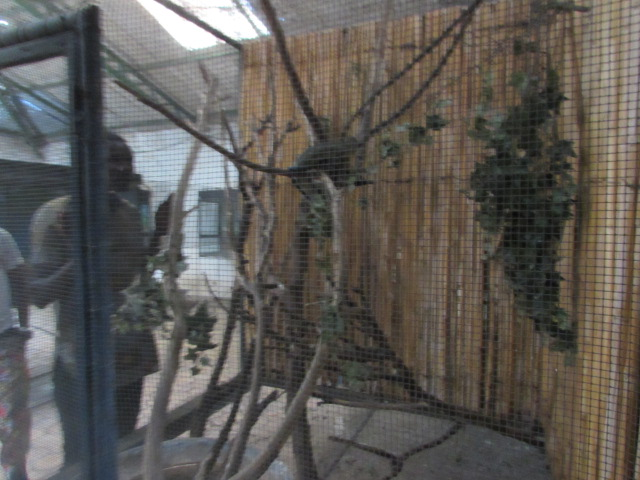
Un serpent d'arbre noir.
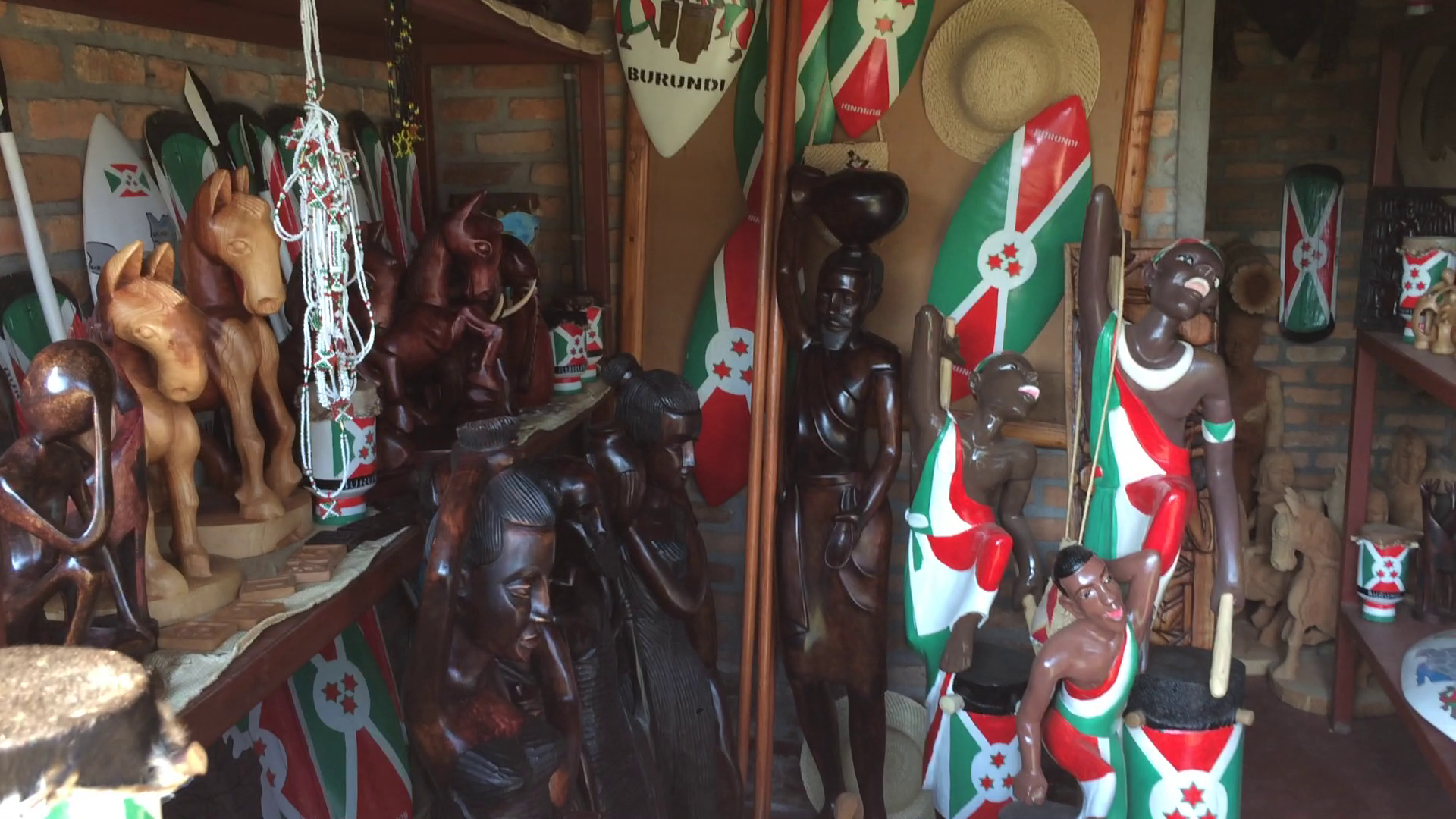
Une boutique d'arts traditionnels.
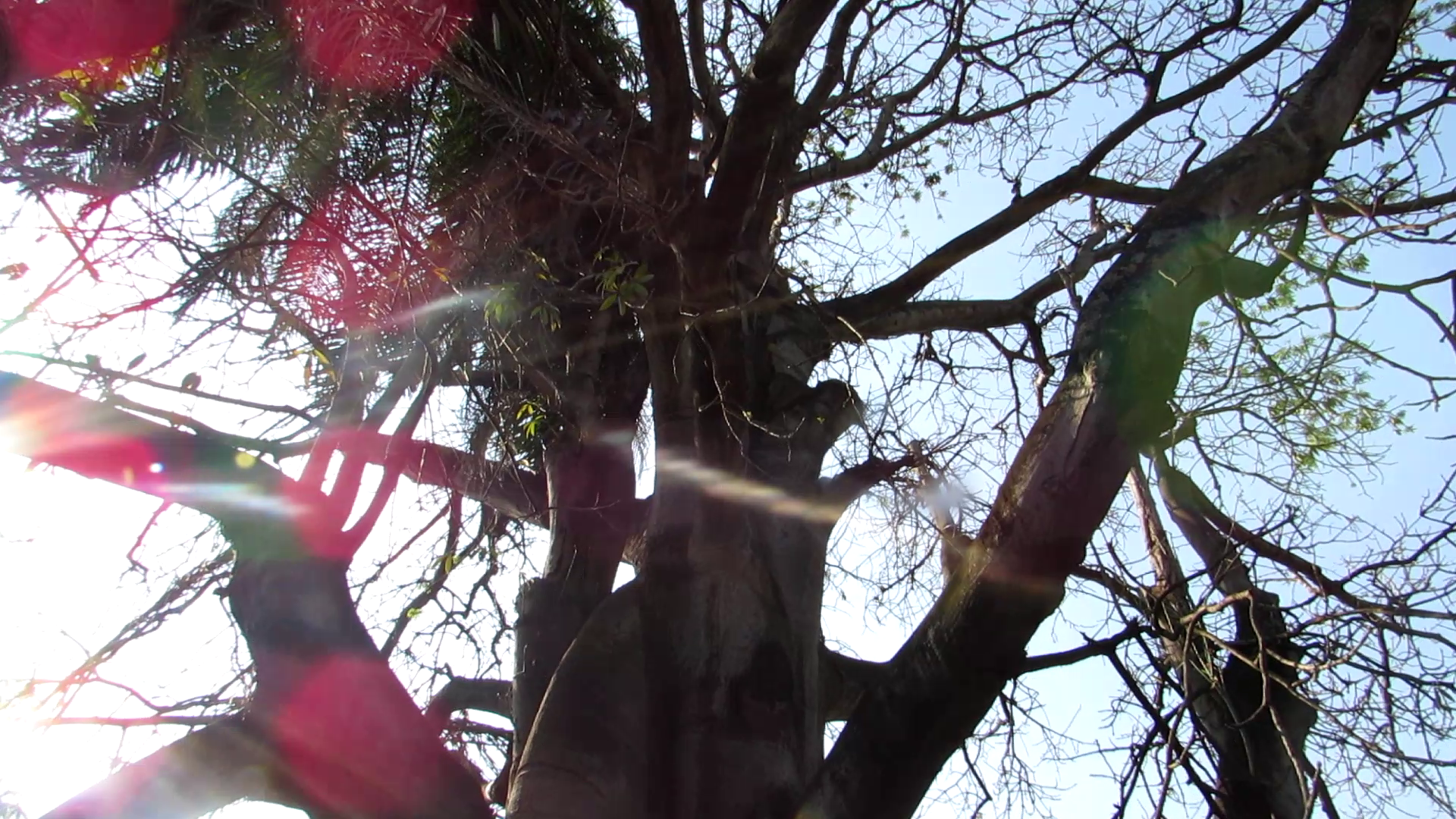
Un arbre datant de 1963.